# Karl Gaile
Karl Gaile (* 11. Oktober 1905 in Schöneberg; † 19. November 1979 in Berlin) war ein deutscher Politiker (KPD/SED), Interbrigadist und Diplomat.

## Leben
Karl Julius August Gaile, Sohn des  Maurers Wilhelm Gaile und der Reinemachefrau Ida Emma Emilie geb. Bronow wurde in der Hauptstraße 86 geboren und besuchte die Volks- und Fortbildungsschule in Berlin. Er absolvierte eine Lehre als Automechaniker. Von 1920 bis 1932 war er als Arbeiter und Kraftfahrer tätig. 1920 wurde er Mitglied der SAJ, 1931 schloss er sich der KPD an.
Nach der „Machtergreifung“ der Nationalsozialisten 1933 beteiligte er sich am kommunistischen Widerstand. Er war Betriebsinstrukteur im KPD-Unterbezirk 5 in Berlin. Im Mai 1933 wurde er verhaftet. Er war als „Schutzhäftling“ bis Dezember 1933 im Polizeigefängnis Berlin, in der Strafanstalt Plötzensee sowie im KZ Brandenburg inhaftiert. Nach seiner Freilassung emigrierte er in die Schweiz.
Von Dezember 1933 bis August 1935 leistete er von dort aus illegale Grenzarbeit und war Instrukteur. Von September 1935 bis Februar 1937 hält sich Gaile in der Sowjetunion auf, unter anderem zur Behandlung im Krankenhaus und in einem Sanatorium. Anschließend studierte er von Januar bis Dezember 1936 am Institut für ausländische Sprachen in Moskau.
Im Februar 1937 ging Gaile nach Spanien, um auf Seiten der  Internationalen Brigaden während des Spanischen Bürgerkrieges zu kämpfen. Zunächst an der Offiziersschule in Pozo Rubio war er Sergeant in der XI. Brigade, ab Oktober 1937 Adjutant des Bataillons-Kommissars, von Januar bis April 1938 Politischer Leiter der XI. Brigade, später Propaganda-Leiter der deutschen Abteilung beim General-Kriegskommissariat (André Marty und Luigi Longo).
Ab Februar 1939 hielt er sich in Frankreich auf und war dort bis 1944 in verschiedenen Lagern inhaftiert. Nach der Selbstbefreiung fand er Anschluss an eine Partisaneneinheit, zuletzt war er stellvertretender Bataillonskommandeur der Maquis-Einheit Jean Pirson in Südfrankreich (Deckname: Charles Cailler). Ab Spätherbst 1944 gehörte er der Leitung des Komitee Freies Deutschland für den Westen (KDFW frz. CALPO) an, später leitete er die Sektion Südfrankreich des KDFW. 1945/46 war er für die politische Arbeit der KPD in den Kriegsgefangenenlagern in Frankreich verantwortlich.

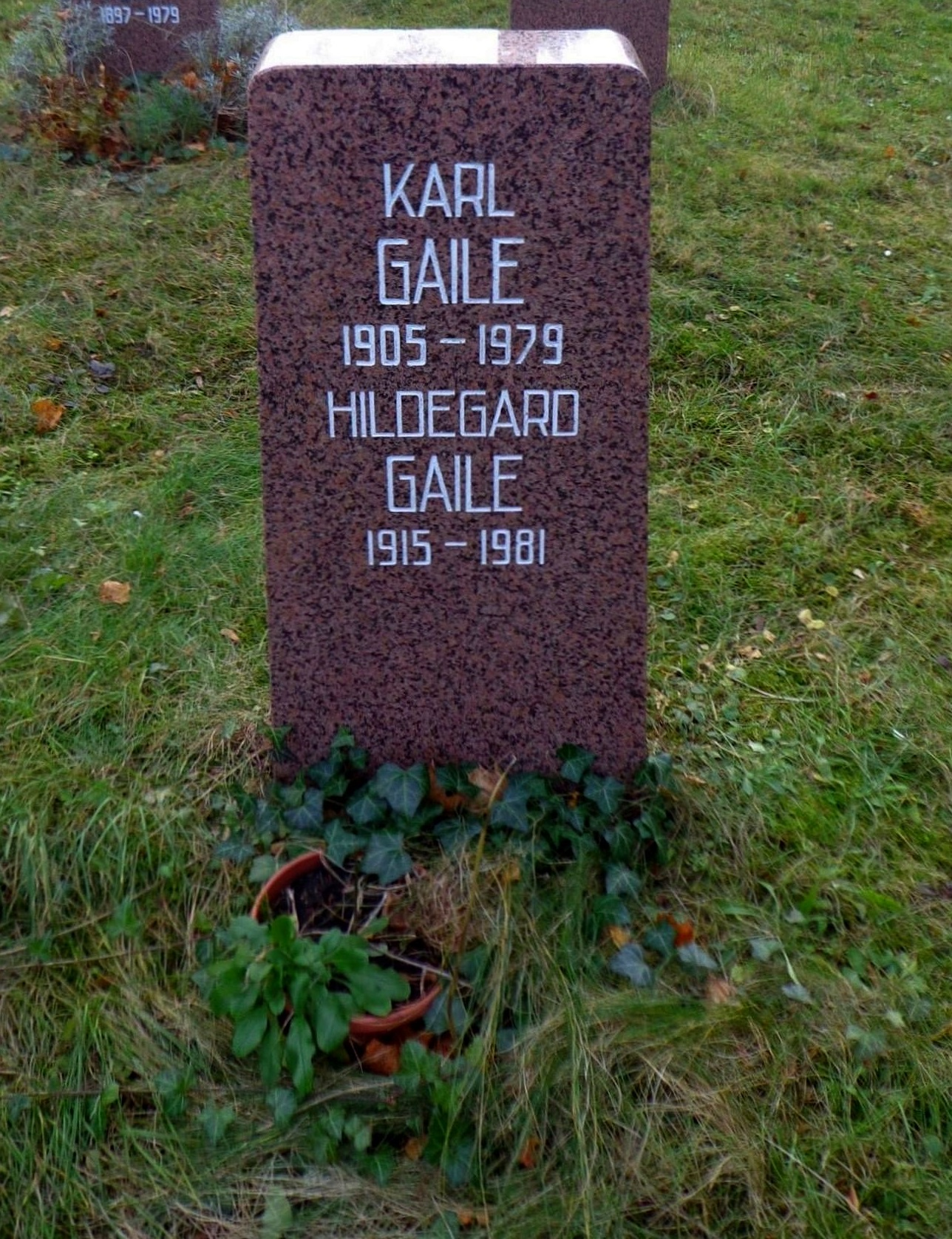
Grabstätte

1946 kehrte er nach Deutschland zurück. Von 1946 bis 1949 war er Mitarbeiter, später Hauptreferent der Hauptverwaltung Verkehr in der Deutschen Wirtschaftskommission, daneben war er auch als Lehrer an der Landesparteischule Berlin tätig. Ab Dezember 1949 war er im Apparat des ZK der SED tätig, zunächst als Hauptreferent für Verkehr in der Abteilung Wirtschaftspolitik des ZK der SED, ab April 1950 als stellvertretender Leiter der Abteilung Wirtschaftspolitik. Von November 1951 bis 1953 wirkte er als stellvertretender Leiter der Abteilung Handel und Verkehr des ZK der SED. In dieser Zeit war Gaile maßgeblich beteiligt beim Aufbau der Hochschule für Verkehrswesen „Friedrich List“. 1953 leitete er die Abteilung Handel, Verkehr und Verbindungswesen des ZK der SED, von 1953 bis 1959 die Abteilung Kader und Ausbildung im Ministerium für Verkehrswesen der DDR. 1960 war er Leiter der DDR-Handelsvertretung in Damaskus und von 1961 bis 1965 Konsul ebenda. 1965 ging Gaile als Parteiveteran in den Ruhestand.
Seine Urne wurde in der Grabanlage Pergolenweg des Berliner Zentralfriedhofs Friedrichsfelde beigesetzt.

## Auszeichnungen
- Medaille für Kämpfer gegen den Faschismus 1933 bis 1945 (1958)
- Orden Banner der Arbeit (1965)
- Artur-Becker-Medaille
- Vaterländischer Verdienstorden in Gold (1970) sowie Ehrenspange zum Vaterländischen Verdienstorden in Gold (1975)
- Ehrentitel Verdienter Eisenbahner der Deutschen Demokratischen Republik (1972)

## Erinnerungen
- Episoden aus dem Maquis. In: Dora Schaul: Résistance. Erinnerungen deutscher Antifaschisten. Dietz, Berlin 1973, S. 214–218.